# Sing for Ever
Sing for Ever es el primer álbum de estudio del grupo coral juvenil londinense St. Philips Boys Choir, conocidos en la actualidad como Libera. Fue publicado en 1988 bajo el nombre de St. Philips Choir, siendo precedido por el sencillo del mismo nombre lanzado en 1987.

## Historia
El coro de la parroquia de St. Philips de Norbury pasó a ser dirigido en 1970 por un joven llamado Robert Prizeman, que dos años antes se había unido como corista y organista. Nadie sospechaba la aventura que se iniciaba en ese momento. Entusiasta y con dotes para innovar dentro del estrecho margen que la situación le imponía, Prizeman sacó todo el partido que su talento le posibilitaba a lo que en principio no era más que un simple encargo parroquial. Diez años después de este nombramiento, uno de los chicos del coro recibe el galardón British Chorister of the Year de la Royal School of Church Music, lo que le lleva a actuar en un programa de la BBC.
En 1984, el coro es requerido por Sal Solo, vocalista del excéntrico grupo de post-punk Classix Nouveaux, para acompañar un tema que compuso con ocasión de su conversión al cristianismo, titulado "San Damiano". El fichaje de Prizeman como asesor musical del programa Songs of Praise de la BBC One en 1985 comienza a facilitar la aparición de los chicos en la pequeña pantalla, interpretando composiciones propias o adaptadas en las que la influencia del pop de la época es fácilmente apreciable. Pero en vista de que estas actividades se salían con mucho de las propias del coro parroquial, las autoridades de St. Philips deciden crear, en 1987, un grupo dentro de la parroquia denominado Angel Voices al que podrían adscribirse aquellos jóvenes del coro que lo desearan, y que tendría una proyección más allá de las del servicio dominical. Esta decisión abre a Prizeman las puertas para dar nuevas salidas a sus proyectos, y ese mismo año consigue editar con el sello discográfico de la BBC un sencillo titulado "Sing For Ever", que fue lanzado en formato de disco de vinilo de 7" y que incluía como cara-B el tema "Light The Candles" escrito por Frank Musker.
La canción "Sing For Ever" había sido presentada en TV con Jaymi Bandtock como solista, y después de su publicación como sencillo, fue elegida por la BBC para el teletón Children in Need (1988). Para esas fechas, Prizeman contaba ya con material suficiente y decide publicar un álbum de estudio con el mismo título del sencillo que le había precedido, y que es lanzado en formatos CD y disco de vinilo (LP).
Este álbum incluiría, entre otros temas, "San Damiano". La colaboración con Sal Solo seguiría, dando lugar a la grabación de la canción "Adoramus Te", que se edita como sencillo en 1988 con videoclip incluido, y que entrará en el segundo álbum del grupo, New Day.

## Lista de canciones
1. Morning Has Broken
2. Sing the Story
3. Deep Peace (A Gaelic Blessing)
4. San Damiano
5. The Lord's My Shepherd
6. Footprints
7. All Through the Night
8. Sing Forever
9. I Have a Dream
10. Pie Jesu
11. For the Beauty of the Earth
12. Panis Angelicus
13. Light the Candles
14. Be Still My Soul